# Теорема Фока — Крылова
Теорема Фока — Крылова утверждает, что закон распада квазистационарного состояния полностью определяется энергетическим спектром начального состояния.

## Формулировка
Теорема Фока — Крылова определяет вероятность распада начального состояния квантовой системы следующим образом:
{\displaystyle L(t)=|p(t)|^{2}=\left|\int \exp \left(-{\frac {i}{\hbar }}Et\right)\,dW(E)\right|^{2},}
где
{\displaystyle dW(E)=w(E)\,dE} — спектр энергии начального состояния.

## Доказательство
Пусть система описывается оператором {\displaystyle {\hat {H}}(x)}, который не зависит от времени. Тогда уравнение на собственные числа и собственные функции запишется следующем образом:
- для дискретного спектра:
{\displaystyle {\hat {H}}(x)\psi _{n}(x)=E_{n}\psi _{n}(x),}
- для сплошного спектра:
{\displaystyle {\hat {H}}(x)\psi (E,x)=E\psi (E,x).}

Пусть в момент времени {\displaystyle t=0} система находится в состоянии {\displaystyle \psi (x,0)}, а в момент времени t она будет находиться в состоянии {\displaystyle \psi (x,t)}. Эволюция системы будет происходить согласно уравнению Шрёдингера:
{\displaystyle i\hbar {\frac {\partial }{\partial t}}\psi (x,t)={\bar {H}}(x)\psi (x,t).}
Решение этого уравнения имеет вид
{\displaystyle \psi (x,t)=\sum _{n}C_{n}\exp \left(-{\frac {i}{\hbar }}E_{n}t\right)\psi _{n}(x)+\int C(E)\exp \left(-{\frac {i}{\hbar }}Et\right)\psi (E,x)\,dE.}
Коэффициенты {\displaystyle C_{n}} и {\displaystyle C(E)} определяются начальными условиями:
{\displaystyle C_{n}=\int \psi _{n}^{*}(x)\psi (0,x)\,dx,\qquad C(E)=\int \psi ^{*}(E,x)\psi (0,x)\,dx.}
Вероятность нахождения системы в начальном состоянии выражается следующим образом:
{\displaystyle L(t)=|p(t)|^{2}=\left|\int \psi ^{*}(x,0)\psi (x,t)\,dx\right|^{2}=\left|\int \exp \left(-{\frac {i}{\hbar }}Et\right)w(E)\,dE\right|^{2},}
где {\displaystyle w(E)=\sum _{n}|C_{n}|^{2}\delta (E-E_{n})+|C(E)|^{2}} — спектр начального состояния.